# Dora Russell
Dora Winifred Russell, född Black 3 april 1894 i Thornton Heath, Croydon, död 31 maj 1986 i Porthcurno, Cornwall, var en brittisk aktivist och författare. Hon var gift med Bertrand Russell.
Russell, som var en hängiven socialist och feminist redan i sin ungdom, propagerade under 1920-talet för födelsekontroll och mammaledighet samt grundade 1924 Workers' Birth Control Group. År 1927 grundade hon tillsammans med sin första make Bertrand Russell, den liberala experimentskolan Beacon Hill School, vilken hon drev till 1939. Från 1950-talet deltog hon i kampanjen för kärnvapennedrustning och 1958 ledde hon Women's Caravan of Peace genom Europa för att protestera mot det kalla kriget. Av hennes böcker kan nämnas Hypatia: or Women and Knowledge (1924), vilken behandlar sexualpolitik, The Right to be Happy (1927), en stridsskrift mot sexuell repression, och In Defence of Children (1932) om undervisning av barn.